# Los baños de Argel
Los baños de Argel es una comedia de cautivos, en gran parte autobiográfica, obra del escritor y soldado español Miguel de Cervantes.

## Argumento
Los piratas berberiscos Yzuf y Cauralí apresan a un grupo de cristianos (un sacristán — que asumirá el papel cómico del «gracioso»—, un viejo con sus dos nietos y la joven Costanza, amada de Fernando, quien se une al grupo arrojándose al mar para no separarse de ella. Cambiando de lugar, la siguiente escena cuenta cómo la mora Zahara, enamorada del preso don Lope, logra que este acepte dinero para rescatarlo (entregado enigmáticamente con una carta de Zahara a través de una ventana, donde le ofrece convertirse en cristiana si Lope acepta huir con ella a España y casarse allí con ella). Entra el grupo de esclavos españoles en los "baños" o prisiones de Argel. Fernando burla a la mora Halima que lo pretende para no perder el amor de Constanza, cuyo trabajo es servir a Halima. El viejo contempla el trágico martirio de uno de sus nietos por no aceptar la ley musulmana. Finalmente, este grupo de cautivos escapa por mar a España.

## Historia, estructura y crítica
Se inspira en una obra suya anterior, titulada Los tratos de Argel, datada en 1582. Los baños... nunca llegó a estrenarse, por lo cual Cervantes la incluyó en sus Ocho entremeses y ocho comedias nunca representados (1615). Muchos autores la fechan en 1600, ya que piensan que pretendía corregir, refutar y emular una comedia poco antes estrenada de Lope sobre el mismo tema, Los cautivos de Argel (1599). Pero Ana Roig la supone redactada entre 1606 y 1610, por lo que pertenecería a la segunda época del teatro de Cervantes, en que abandona la estética clasicista por la lopesca. Sin duda es posterior a Los tratos de Argel de Cervantes y a Los cautivos de Argel de Lope de Vega, ya que contiene alusiones a ambas obras. Cervantes crea una estructura compleja: comienzo in medias res, aparición de una escena metateatral al principio de la jornada III; la narración es fragmentaria; son frecuentes las interrupciones por los apartes críticos de los personajes oyentes y la cronología es invertida; el gracioso es un sacristán antisemita. Narra la historia de amor entre Zahara y don Lope. Cervantes se centra esta vez más en la estructura de la acción que en la psicología de los personajes. Hay quien cree que su estructura primitiva era en cuatro actos en vez de los tres con los que fue impresa.

## Representaciones
El montaje más recordado fue el realizado por Francisco Nieva para el recién fundado Centro Dramático Nacional el 4 de diciembre de 1979 en el teatro María Guerrero.